# Oblast Sofija
Ovo je članak za oblast, koja uključuje i grad Sofiju, poznata je i kao "Sofija - grad". Za veću Sofijsku oblast, pogledajte Sofijska oblast.

Oblast Sofija ili Oblast Sofija-grad (bug. Област София-град) se nalazi u Zapadnoj Bugarskoj. Bugarska je podijeljena na 28 oblasti, od kojih je jedna posebna Oblast Sofija.

## Podjela
Teritorija Oblasti Sofija je podijeljena na 24 administrativna rejona. Po teritoriji je identična općini Sofija. Sofija je administrativni centar Sofijske oblasti, Oblasti Sofija i općine Sofija. Oblast zauzima površinu od 1345 km2. Ima 1.221.157 stanovnika (2005.)
Općina Sofija (bug. Столична община) obuhvaća 4 grada i 34 naselja (gradovi su podebljani):
Balša, Bankja, Bistrica, Buhovo, Busmanci, Čepinci, Dobroslavci, Dolni Bogrov, Dolni Pasarel, German, Gorni Bogrov, Ivanjane, Jana, Kazičene, Klisura, Kokaljane, Krivina, Kubratovo, Kutina, Lozen, Lokorsko, Malo Bučino, Mirovjane, Mramor, Mrčaevo, Negovan, Novi Iskr, Pančarevo, Plana, Podgumer, Svetovračene, Sofija, Vladaja, Vojnegovci, Volujak, Železnica, Željava, Žiten

## Vanjske poveznice
- Službena stranica Oblasti Sofija
- Podaci o oblasti na mrežnoj stranici bg.guide-bulgaria.com
- Službena stranica općine Sofija

## Napomene
1. ↑  Broj stanovnika 1.221.157 je preuzet sa Wikipedije na bugarskom jeziku. Po Nacionalnom statističkom institutu broj stanovnika je 1.173.988, prema popisu iz 2001.